# Lixus (insecto)
Lixus es un género de gorgojos, familia Curculionidae. Hay más de 1 000 especies descritas de Lixus en 17 subgéneros.
Miden de 5.5 a 20 mm y más. Son alargados, cilíndricos, cubiertos de una excresión cerosa. Se alimentan de Asteraceae y Polygonaceae. Prefieren hábitats abiertos.

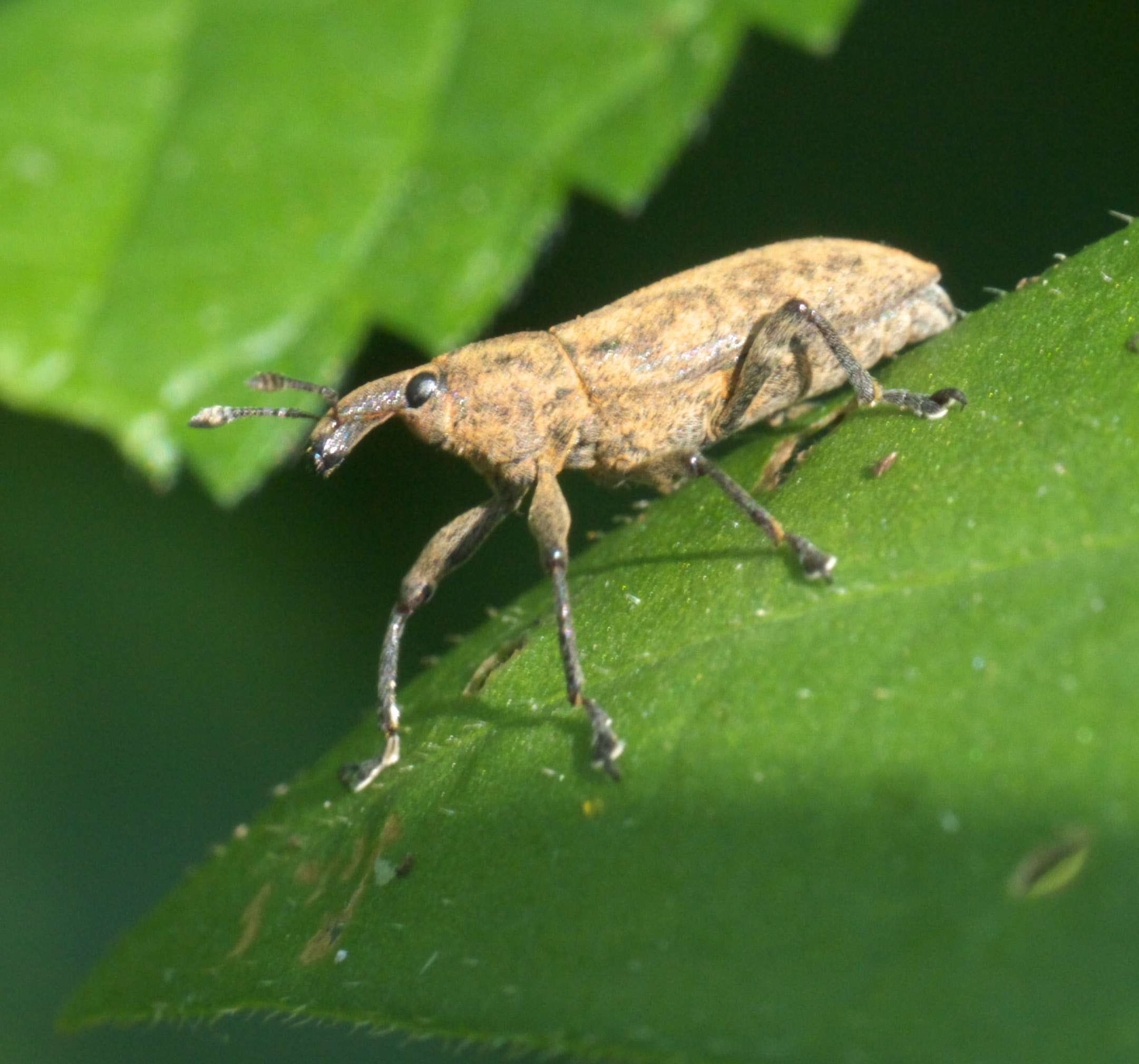
Lixus concavus

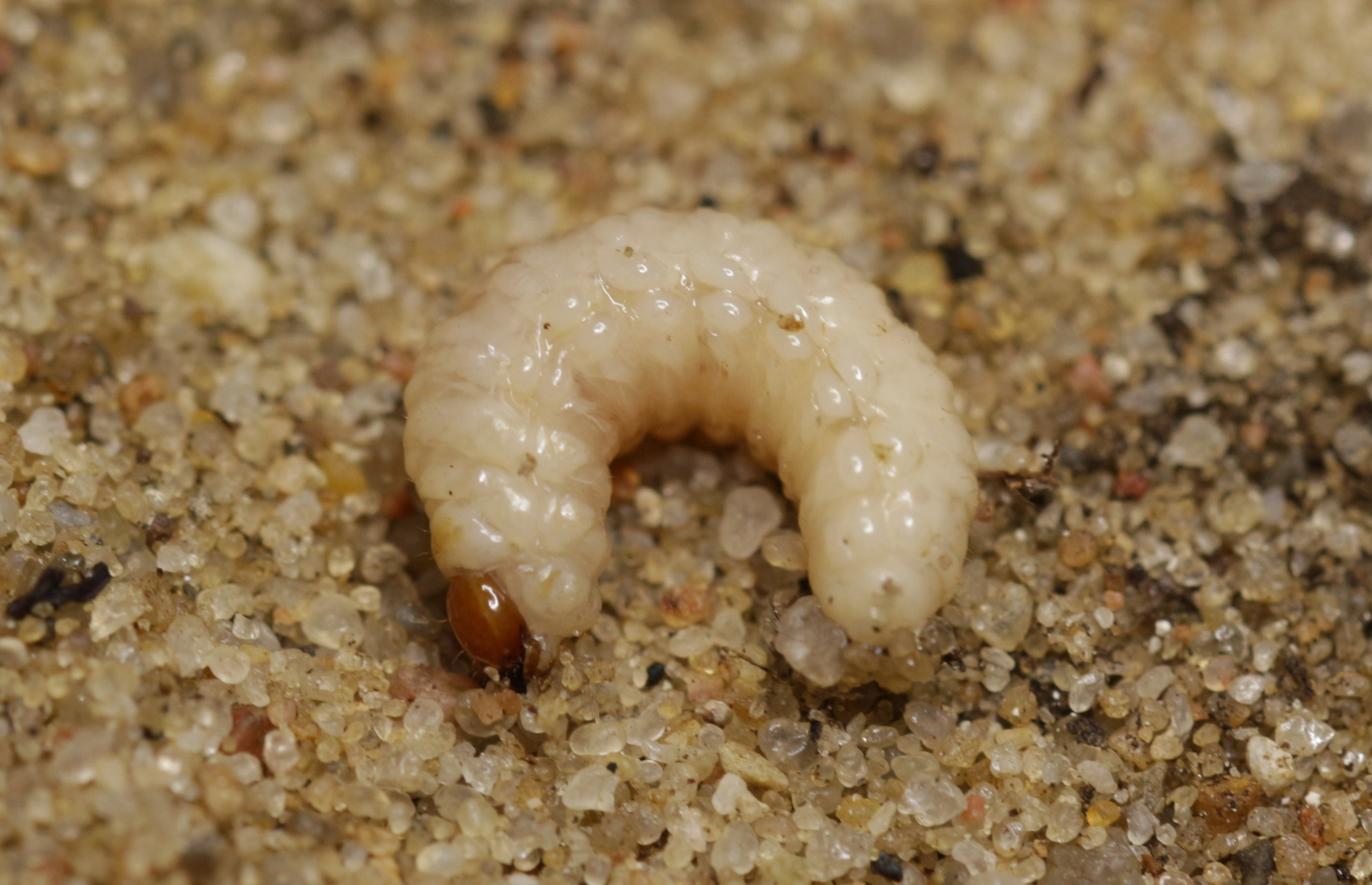
Lixus myagri, larva